# Zepasa aurivilliana
Zepasa aurivilliana är en insektsart som beskrevs av William Lucas Distant 1906. Zepasa aurivilliana ingår i släktet Zepasa och familjen lyktstritar. Inga underarter finns listade i Catalogue of Life.